# FM (brytyjski zespół muzyczny)
FM – brytyjski zespół rockowy, założony w 1984 roku w Londynie. Do 2018 roku wydali jedenaście albumów studyjnych, popularność przyniosły im albumy takie jak: Indiscreet, Tough It Out oraz Heroes and Villains, które trafiły na brytyjską listę najlepiej sprzedających się albumów UK Albums Chart. Zespół wykonuje muzykę zaliczaną do AOR.

## Historia
FM powstało latem 1984 roku w Londynie dzięki byłym muzykom Samson, basiście Mervowi Goldwsworthy'emu i perkusiście Pete'owi Juppowi, braciom Overlandom - wokaliście i gitarzyście Steve'owi oraz gitarzyście Chrisowi (wcześniej obaj należeli do zespołu Wildlife) oraz klawiszowcowi Phillipowi Manchesterowi, który początkowo napisał sześć piosenek, które w grudniu 1984 roku pomogły im podpisać umowę nagraniową z wytwórnią CBS. W tym samym miesiącu zespół wyruszył w trasę koncertową po Niemczech z Meat Loaf.
Pierwszy publiczny występ FM odbył się w 14 lutego 1985 roku w legendarnym londyńskim Marquee Club, gdzie grały zespoły takie jak Led Zeppelin, The Who, Pink Floyd czy w latach późniejszych Queen. Swój pierwszy koncert w 1962 roku grała tam również grupa The Rolling Stones. Debiutancki album Indiscreet wraz z singlem "Frozen Heart" zyskał dużą popularność w roku 1986. Dzięki temu FM ruszyło w trasę koncertową po Europie wraz z Tiną Turner, Garym Moore'em oraz zespołami Foreigner, Magnum i Status Quo. Zagrali również na otwarciu koncertu REO Speedwagon w londyńskim Hammersmith Apollo. Pod koniec roku przyjęli propozycję udziału w trasie koncertowej zespołu Bon Jovi, Slippery When Wet Tour.
Gdy wytwórnia CBS połączyła się z Portrait FM rozpoczęło współpracę z Epic Records. Bracia Overland wyjechali do Stanów Zjednoczonych, aby współpracować z Desmondem Childem przy pisaniu nowych utworów. Wrócili z hardrockowym utworem "Bad Luck". Producent muzyczny amerykańskich zespołów Queensrÿche i Dokken Neil Kernon nadzorował powstawanie albumu Tough It Out w 1989 roku.
Zespół wyruszył w trasę 42 koncertów po Wielkiej Brytanii, promując album Tough It Out. Wkrótce po tym Chris Overland zdecydował się opuścić FM, jego ostatnie show miało miejsce w The Town & Country Club.
W erze muzyki Post grunge zespoły takie jak FM stały się niemodne. Po wydaniu Dead Man's Shoes w 1995 roku zespół się rozpadł.
27 października 2007 roku po wielu wcześniejszych nieudanych próbach zespół zagrał ponownie publicznie po raz pierwszy od 12 lat.

## Skład
- Merv Goldsworthy – gitara basowa, wokal wspierający (1984–1995, od 2007)
- Pete Jupp – perkusja, wokal wspierający (1984–1995, od 2007)
- Steve Overland – wokal, gitara rytmiczna (1984–1995, od 2007)
- Jem Davis – klawisze, syntezator, organy, fortepian, wokal wspierający (1993–1995, od 2007)
- Jim Kirkpatrick – gitara prowadząca, wokal wspierający (od 2008)

- Didge Digital – klawisze, keytar, okazjonalnie wokal wspierający (1984–1991)
- Chris Overland – gitara prowadząca, wokal wspierający (1984–1990)
- Andy Barnett – gitara prowadząca, wokal wspierający (1990–1995, 2007–2008)
- Tony Mitman  – klawisze (1991-1993)

## Dyskografia[1]

### Albumy studyjne
- Indiscreet (1986)
- Tough It Out (1989)
- Takin' It to the Streets (1991)
- Aphrodisiac (1992)
- Dead Man's Shoes (1995)
- Metropolis (2010)
- Rockville (2013)
- Rockville II (2013)
- Heroes And Villains (2015)
- Indiscreet 30 (2016)
- Atomic Generation (2018)
- Synchronized (2020)

### Albumy koncertowe
- Live At The Astoria (1989)
- No Electricity Required (podwójny album koncertowy) (1993)

### Kompilacje
- Only the Strong: The Very Best of FM 1984-1994 (1994)
- Closer to Heaven (1996)
- Paraphernalia (1996)
- Long Time No See (2003)
- Long Lost Friends (2005)
- Vintage and Rare (2006)

### DVD
- Back In The Saddle (2008)
- Live In Europe (2012)
- Indiscreet 25 Live (2013)

### VHS
- Live Acoustical Intercourse (1993)